# Akagi (1925)
Akagi (jap. 赤城 pol. Czerwony Zamek) – japoński lotniskowiec uderzeniowy z okresu międzywojennego i drugiej wojny światowej zatopiony 5 czerwca 1942 w bitwie pod Midway. Okręt był jedynym ukończonym lotniskowcem powstałym z przebudowy kadłubów dwóch nieukończonych krążowników liniowych typu Amagi.

## Historia
W momencie podpisania w 1922 roku Traktatu waszyngtońskiego, Japonia miała kilka nieukończonych okrętów liniowych, które skutkiem ograniczeń narzuconych tym traktatem nie mogły być dokończone i powinny zostać pocięte. Podobnie jak Wielka Brytania i Stany Zjednoczone, które zamierzały przebudować podobne kadłuby na lotniskowce, Japonia postanowiła wykorzystać swoje doświadczenia nabyte przy przebudowie zbiornikowca na lotniskowiec „Hōshō”, w celu konwersji na lotniskowce przeznaczonych wcześniej do pocięcia kadłubów dwóch krążowników liniowych „Akagi” i „Amagi”, typu Amagi, które znajdowały się w najbardziej zaawansowanym stadium budowy. Okręty miały mieć wyporność 40 000 ton i być zdolne do rozwijania prędkości 30 węzłów. Prace nad okrętami rozpoczęto w 1923 roku, jednakże silne trzęsienie ziemi, uszkodziło kadłub Amagi do tego stopnia, iż musiał zostać złomowany. W marcu 1927 roku ukończono jednak rozpoczętą 16 grudnia 1920 roku budowę lotniskowca Akagi, który został zwodowany 22 kwietnia 1925, po czym wszedł do służby 25 marca 1927 roku.

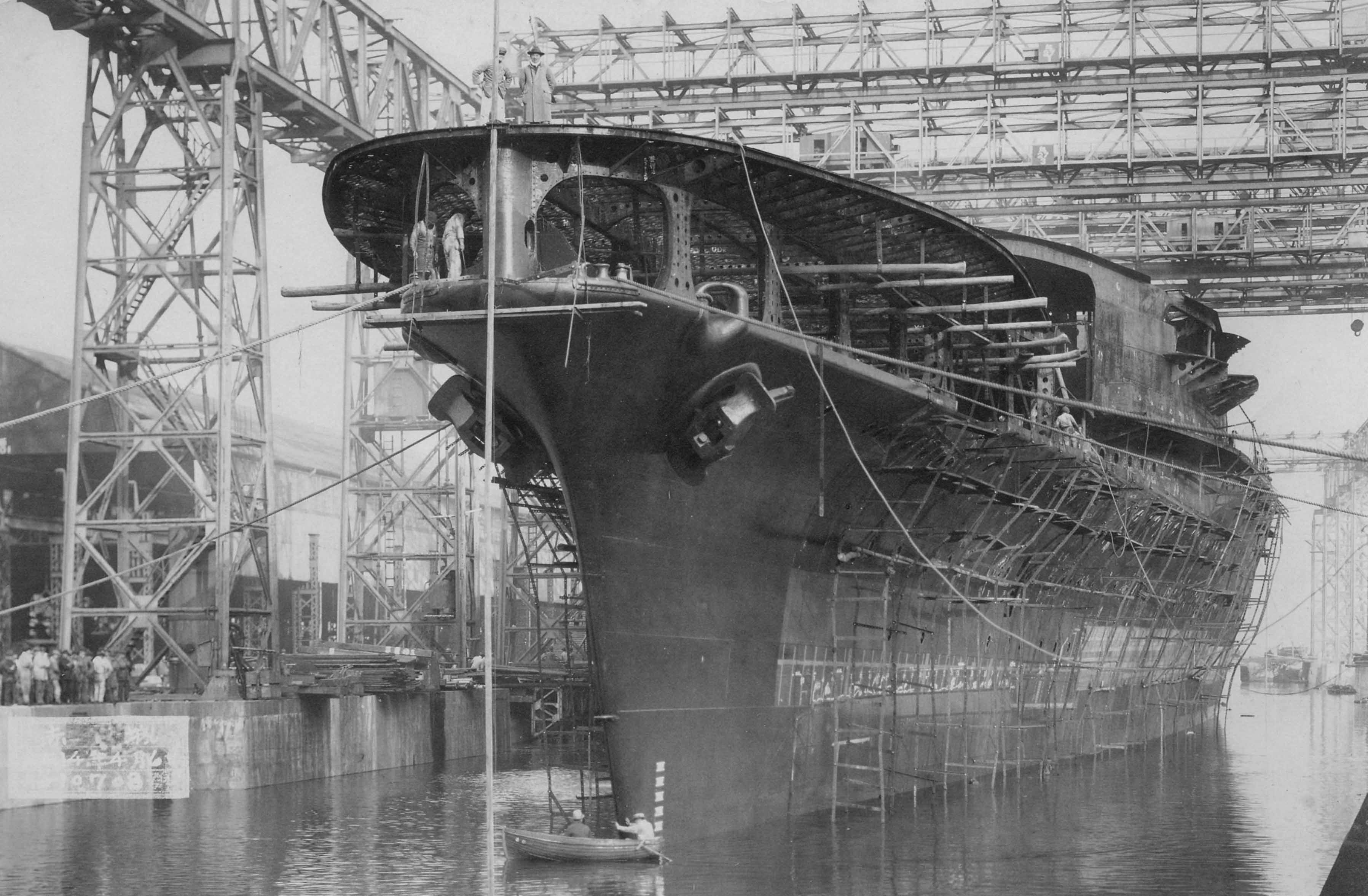
„Akagi” po zwodowaniu w stoczni w Kure

Lotniskowiec miał początkowo trzy pokłady lotnicze:
- górny pokład o długości 190,2 m i szerokości 30,5 m, służący do lądowania samolotów;
- środkowy pokład o długości 15 m i szerokości 28 m, przeznaczony do startu samolotów myśliwskich;
- dolny pokład o długości 55 m i szerokości 22,9 m, służący do startu ciężkich samolotów bombowych i torpedowych.

Początkowo Akagi zdolny był do operowania z 60 samolotami, w związku jednak z rozwojem lotnictwa wzrastał ciężar samolotów i długość pokładu potrzebna do startu i lądowania. Z tego powodu lotniskowiec został w okresie od 24 października 1935 do 31 sierpnia 1938 roku poddany gruntownej przebudowie, po której okręt miał już tylko jeden pokład lotniczy o długości 249,2 m i szerokości 30,5 m oraz zdolny był do przenoszenia 91 samolotów.
Okręt miał słabe uzbrojenie przeciwlotnicze, co bez wątpienia przyczyniło się do jego zagłady. Artyleria przeciwlotnicza umieszczona była po bokach kadłuba, poniżej poziomu pokładu startowego. Oznaczało to, że działa przeciwlotnicze mogły strzelać tylko w jedną stronę – tę, po której były umieszczone. Ogień w kierunku drugiej burty był niemożliwy, bo blokowany przez pokład i nadbudówkę.

## Służba

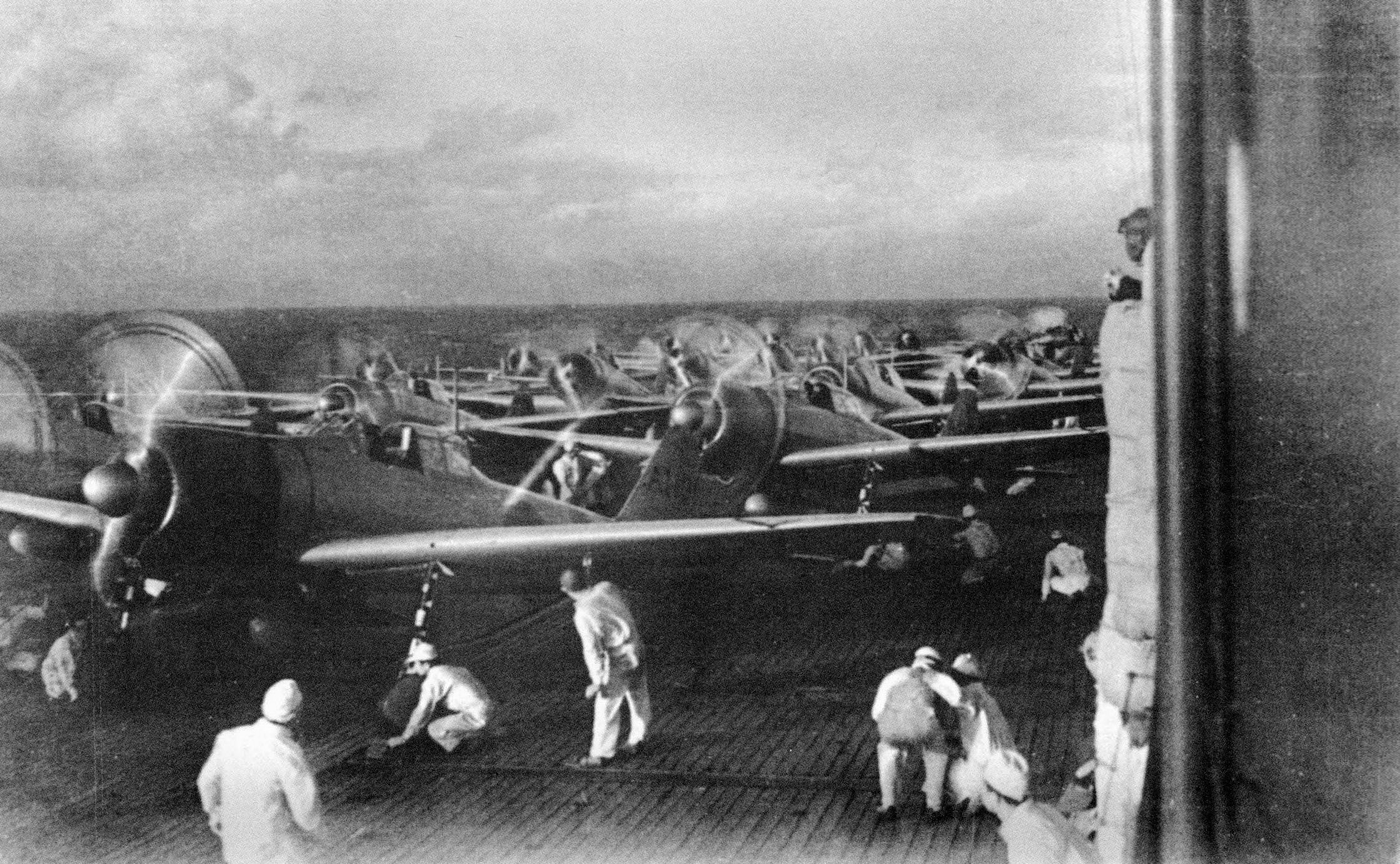
Przygotowania do startu z „Akagi” drugiej fali w ataku na Pearl Harbor

- listopad 1938 – luty 1942 – udział w blokadzie wybrzeża południowych Chin.
- grudzień 1941 – udział w ataku na Pearl Harbor, w trakcie którego był okrętem flagowym admirała Chūichi Nagumo.
- styczeń – luty 1942 – wsparcie inwazji na Rabaul oraz udział w działaniach na Archipelagu Bismarcka.
- 19 lutego - 1 marca 1942 - udział w bombardowaniu portu w Darwin i zatapianiu alianckich okrętów na Morzu Timor.
- 5 marca 1942 - udział w nalocie na port w Cilacap na Jawie.
- kwiecień 1942 – udział w rajdzie na Ocean Indyjski (zatopienie krążownika HMS „Dorsetshire” i lotniskowca HMS „Hermes”.)
- czerwiec 1942 – udział w nieudanej inwazji na Midway.

Razem z lotniskowcem „Kaga” tworzył 1. Dywizjon Lotniskowców. Od grudnia 1941 był okrętem flagowym 1. Floty Powietrznej. 

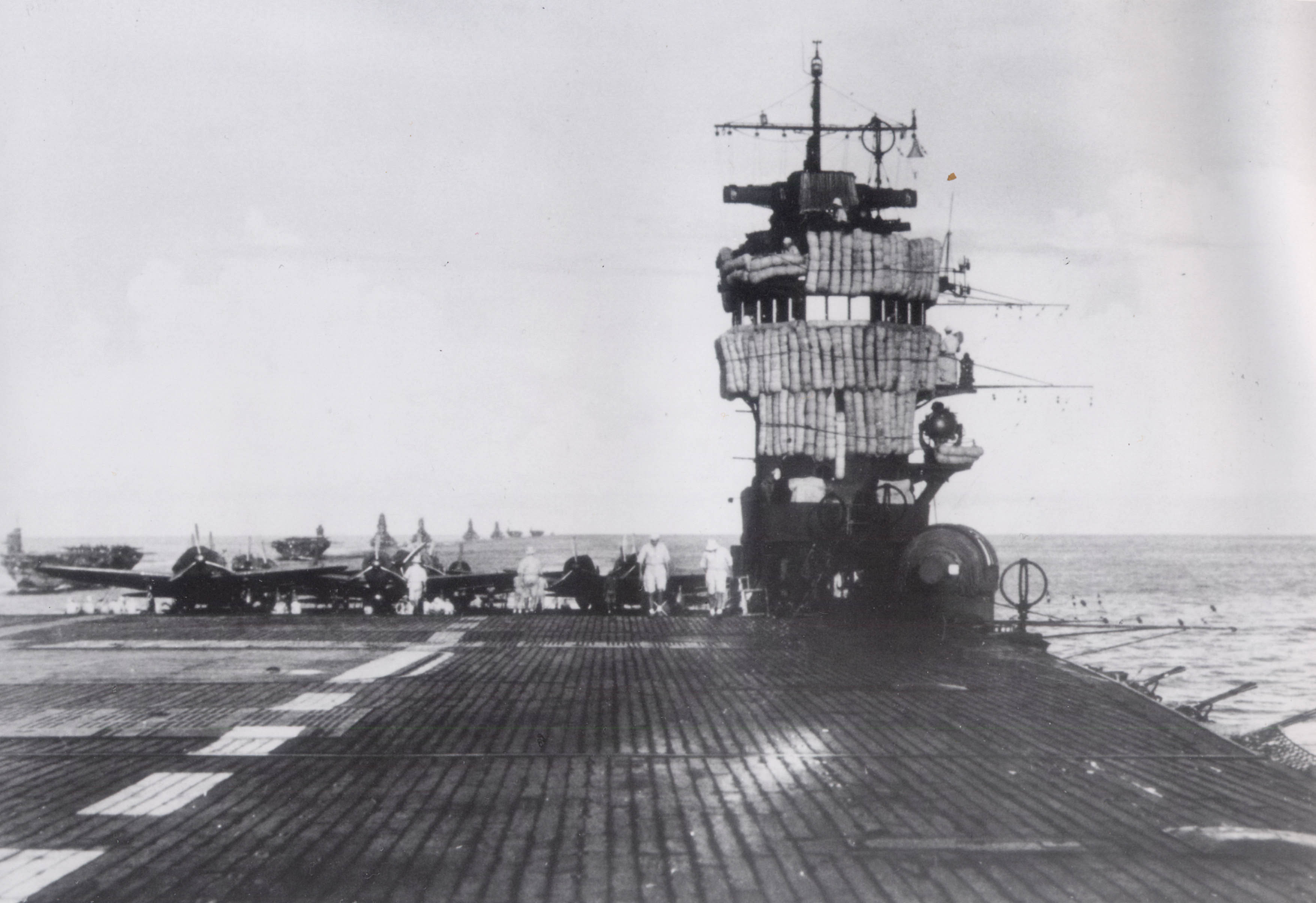
„Akagi” tuż po wypłynięciu z Port Stirling na Celebesie w kierunku Oceanu Indyjskiego. Na jego pokładzie startowym widoczne są samoloty Nakajima B5N. Na lewo widoczne są inne okręty floty: „Sōryū”, „Hiryū”, „Hiei”, „Kirishima”, „Haruna”, „Kongō”, „Zuikaku” i „Shōkaku”, 26 marca 1942 roku

O godz. 7:10 4 czerwca 1942 r. „Akagi” został zaatakowany przez cztery bombowce torpedowe Martin B-26 Marauder, wszystkie jednak spudłowały, ale jeden z nich zestrzelił jednego A6M Zero i po zrzuceniu swojej torpedy ostrzelał z broni maszynowej „Akagi”, zabijając dwóch ludzi. Kolejny ciężko uszkodzony B-26 Marauder o mało nie staranował pomostu okrętu przed uderzeniem w wodę. O godzinie 10:26 okręt został zaatakowany przez 3 Dauntlessy z lotniskowca USS "Enterprise". Pierwsza bomba, zrzucona przez porucznika (Lieutenant, Junior Grade) Edwina Johna Kroegera chybiła. Druga, zrzucona przez podporucznika (Ensign) Frederica Thomasa Webera, wybuchła w wodzie w pobliżu rufy, uszkadzając ster okrętu. Trzecia zaś, zrzucona przez kapitana (Lieutenant) Richarda Halseya Besta wybuchła w górnym hangarze. Eksplozja nastąpiła wśród 18 samolotów Nakajima B5N 'Kate', uzbrojonych w torpedy i przygotowywanych do ataku. Na pokładzie „Akagi” wybuchły pożary, których nie można było opanować. O godzinie 10:40, podczas unikania amerykańskiego samolotu, zablokował się ster okrętu.
Okręt stracił możliwość poruszania się. Niedługo po amerykańskim ataku, o godzinie 10:46 wiceadmirał Nagumo przeniósł swą flagę na lekki krążownik „Nagara”. O godz. 18 podjęta została decyzja o opuszczeniu okrętu. 5 czerwca admirał Yamamoto wydał rozkaz dobicia okrętu przez niszczyciele („Hagikaze”, „Maikaze”, „Nowaki” i „Arashi”). Lotniskowiec został trafiony przez 2 lub 3 torpedy, wystrzelone przez japońskie okręty. Zatonął o godzinie 5:20. Wraz z okrętem zginęło 267 członków załogi.
Wrak okrętu został odnaleziony 10 września 2023 roku na głębokości 5100 metrów, za pomocą sterowanego przewodowo pojazdu podwodnego E/V „Nautilus”.

## Dane techniczne
(1927-1935)
- wyporność: 26 900 ton
- wymiary:
  - długość: 261,20 m
  - szerokość: 28,96 m
  - zanurzenie: 8,08 m
- pokład lotniczy:
  - długość: 190,20 m
  - szerokość: 30,48 m
- siłownia:
  - moc: 131 200 KM
  - śruby: 4
  - prędkość maksymalna 32,5 węzła

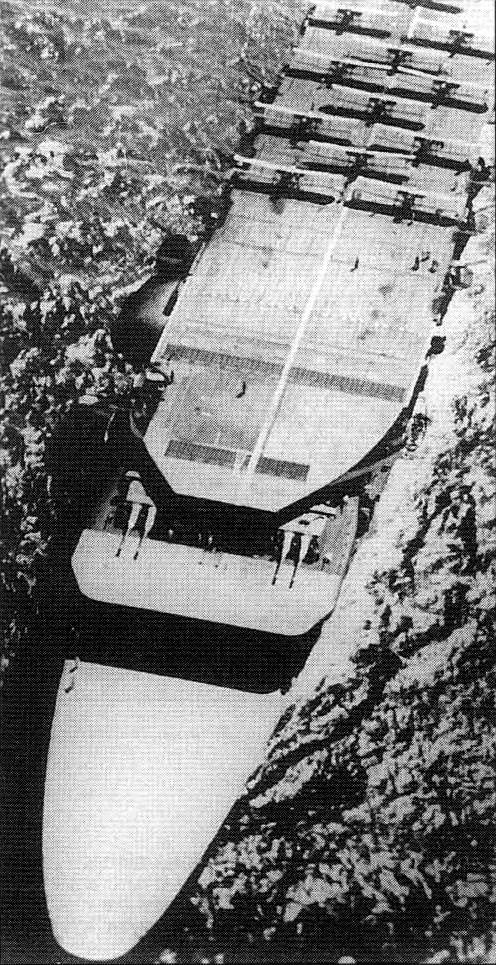
Samoloty na pokładzie startowym „Akagi” w 1929 roku (przed przebudową)

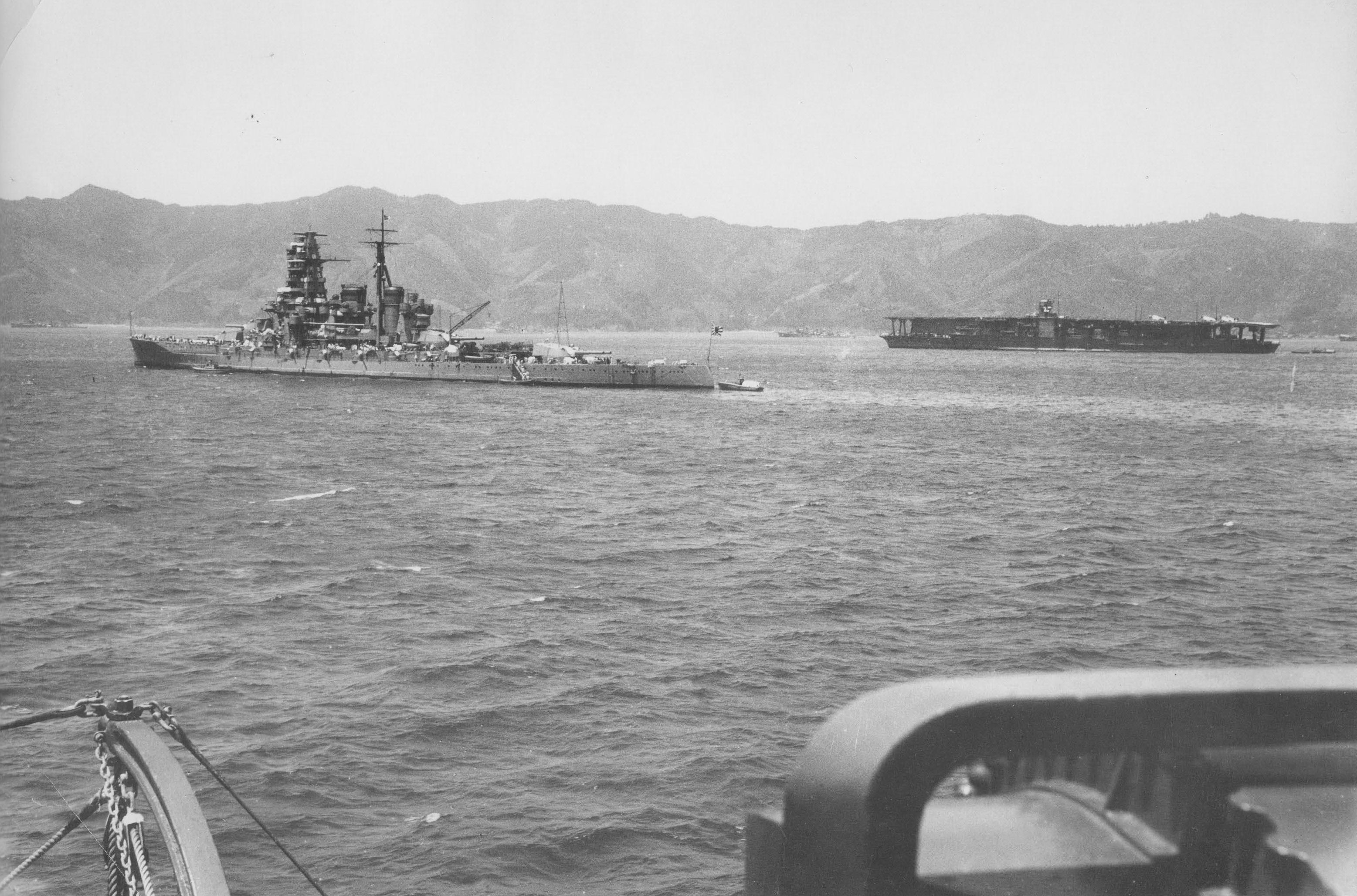
„Akagi” i „Kirishima” koło wybrzeży Japonii, 27 kwietnia 1939 roku

- zapas paliwa: 3 900 ton mazutu i 2 100 ton węgla
- zasięg: 8 200 Mm przy prędkości 16 węzłów
- Uzbrojenie:
  - 60 samolotów pokładowych
  - 10 dział kalibru 203 mm (4 w 2 wieżach i 6 w kazamatach)
  - 12 dział kalibru 120 mm

1938-1942 (po przebudowie)
- wyporność: 36 500 ton
- wymiary:
  - długość: 260,67 m
  - szerokość: 31,32 m
  - zanurzenie: 8,71 m
- pokład lotniczy:
  - długość: 249,2 m
  - szerokość: 30,0 m
- siłownia:
  - moc: 133 000 KM
  - śruby: 4
  - prędkość maksymalna 31,2 węzła
- zapas paliwa: 5 770 ton mazutu i 2100 ton węgla
- zasięg: 8 200 Mm przy prędkości 16 węzłów[8]
- Uzbrojenie:
  - 91 samolotów pokładowych
  - 6 dział kalibru 203 mm (w kazamatach)
  - 12 dział kalibru 120 mm
  - 28 działek plot kalibru 25 mm Typ 96
- Załoga: 1 630 ludzi

## Dowódcy
- komandor Ryutaro Kaizu – 25 marca 1927 – 1 grudnia 1927
- komandor Seizaburo Kobayashi – 1 grudnia 1927 – 10 października 1928
- komandor Isoroku Yamamoto – 10 października 1928 – 1 listopada 1929
- komandor Kiyoshi Kitagawa – 1 listopada 1929 – 26 października 1930
- komandor Goro Hara – 26 października 1930 – 1 grudnia 1930
- komandor Hideho Wada – 1 grudnia 1930 – 28 sierpnia 1931
- komandor Jiro Onishi – 28 sierpnia 1931 – 1 grudnia 1931
- komandor Baron Masaki Shibayama – 1 grudnia 1931 – 1 grudnia 1932
- komandor Eijiro Kondo – 1 grudnia 1932 – 20 października 1933
- komandor Nishizō Tsukahara – 20 października 1933 – 1 listopada 1934
- komandor Rokuro Horie – 1 listopada 1934 – 15 listopada 1935
- komandor Toshio Matsunaga – 15 listopada 1935 – 1 grudnia 1936
- komandor Kokichi Terada – 1 grudnia 1936 – 27 sierpnia 1937
- komandor Shinichi Moizumi – 27 sierpnia 1937 – 1 grudnia 1937
- komandor Junichi Mizuno – 1 grudnia 1937 – 15 listopada 1938
- komandor Kinpei Teraoka – 15 listopada 1938 – 15 listopada 1939
- komandor Ryūnosuke Kusaka – 15 listopada 1939 – 15 października 1940
- komandor Ko Ito – 15 października 1940 – 25 marca 1941
- komandor Kiichi Hasegawa – 25 marca 1941 – 25 kwietnia 1942
- komandor Taijiro Aoki – 25 kwietnia 1942 – 5 czerwca 1942